# ボア科
ボア科（ボアか、Boidae）は、爬虫綱有鱗目に属する科。ニシキヘビ科を本科の亜科として含む説もある。模式種はボア属。
ボアという名は古代ローマでの伝説上の大蛇の名前からとられており、大プリニウスの『博物誌』によると、その大蛇の好物がウシ (Bos) の乳だった、とされたことに由来する。

## 分布
多くは南北アメリカ大陸に分布する。マダガスカルにマダガスカルボア属とサンジニアボア属、ニューギニアと南太平洋にナンヨウボア属が、ユーラシア大陸とアフリカ大陸にスナボア属が分布する。

## 形態
最大種はオオアナコンダで最大全長が5m以上に達するとされる。しかしスナボア属では最大でも100cm程までにしかならない。
ニシキヘビ類とは近縁で、学者によっては両者を共にボア科に分類するが、
- 前上顎骨に歯がない。
- 赤外線感知器官（ピット器官）が鱗と鱗の隙間にある。（スナボア亜科にはピットはない。）
- 繁殖形態が卵胎生

等の点で区別される。

## 生態
多くの種は森林に、スナボア属とロージーボア属は砂漠や草原に生息する。ツリーボア属のように完全樹上棲種もいれば、成長に従い樹上棲から地上棲へと生活を変化させる種、スナボア属のように普段は地中に潜っている地中棲種もいる。属内でも生態が異なる場合もある。
食性は動物食で、体の大きさに応じた魚類、両生類、爬虫類、鳥類、哺乳類等を食べる。獲物に体を巻き付け、締め付けてから丸呑みにする。
繁殖形態は上記の通り多くの種が卵胎生だが、ホシニラミスナボアやカラバリアのように卵生の種もいる。

## 分類
分類・和名は田原(2022)による。

### ボア亜科 Boinae
- ボア属 Boa
  - Boa constrictor ボアコンストリクター
  - Boa imperator チュウベイボア
  - Boa nebulosa ウスグロボア
  - Boa orophias セントルシアボア
  - Boa sigma セイガンボア
- カガヤキボア属 Chilabothrus
  - Chilabothrus ampelophis ホソツルボア
  - Chilabothrus augulifer キューバボア
  - Chilabothrus argentum シロガネボア
  - Chilabothrus chrysogaster ツヤハラボア
  - Chilabothrus exsul グレートアボコボア
  - Chilabothrus fordi フォードボア
  - Chilabothrus gracilis ツルボア
  - Chilabothrus granti ヴァージンアイランズボア
  - Chilabothrus inornatus プエルトリコボア
  - Chilabothrus monensis モナボア
  - Chilabothrus Schwartzi ウスツヤボア
  - Chilabothrus striatus イスパニョーラボア
  - Chilabothrus strigilatus バハマボア
  - Chilabothrus subflavus ジャマイカボア
- ツリーボア属 Corallus
  - Corallus annulatus リングツリーボア
  - Corallus batesii ベイツエメラルドツリーボア
  - Corallus bronbergi ブロンベルグツリーボア
  - Corallus caninus エメラルドツリーボア
  - Corallus cooki クックツリーボア
  - Corallus cropanii カワリボア
  - Corallus grenadensis グレナダツリーボア
  - Corallus hortulana アマゾンツリーボア
  - Corallus rushenbergerii チュウベイツリーボア
- ニジボア属 Epicrates
  - Epicrates alvarezi アルゼンチンニジボア
  - Epicrates assisi カーディンガニジボア
  - Epicrates cenchria ブラジルニジボア
  - Epicrates crassus パラグアイニジボア
  - Epicrates maurus コロンビアニジボア
- アナコンダ属　Eunectes
  - Eunectes akayima
  - Eunectes beniensis ボリビアアナコンダ
  - Eunectes deschauenseei マダラアナコンダ
  - Eunectes murinus オオアナコンダ
  - Eunectes notaeus キイロアナコンダ

### カラバリア亜科 Calabariinae
- カラバリア属 Calabaria
  - Calabaria reinhardtii カラバリア

### ナンヨウボア亜科 Candoiinae
- ナンヨウボア属 Candoia
  - Candoia aspera アダーボア
  - Candoia bibroni ビブロンボア
  - Candoia carinata ハブモドキボア
  - Candoia paulsoni ポールソンボア
  - Candoia superciliosa パラオボア

### ラバーボア亜科 Charininae
- ラバーボア属 Charina
  - Charina bottae ラバーボア
  - Charina umbratica ミナミラバーボア
- ロージーボア属 Lichanura
  - Lichanura orcutii キタロージーボア
  - Lichanura trivirgata　ロージーボア

### スナボア亜科 Erycinae
- スナボア属 Eryx
  - Eryx borrii ホソミソマリアボア
  - Eryx colubrinus ナイルスナボア
  - Eryx conicus ラフスナボア
  - Eryx elegans ミヤビスナボア
  - Eryx jaculus ヤハズスナボア
  - Eryx jayakari ホシニラミスナボア
  - Eryx johnii チャイロスナボア
  - Eryx miliaris マダラスナボア
  - Eryx muelleri　ミューラースナボア
  - Eryx sistanensis シスタンスナボア
  - Eryx somalicus　ソマリアスナボア
  - Eryx whitakeri ニシガーツスナボア

### マラガシーボア亜科 Sanziniinae
- マダガスカルボア属 Acrantophis
  - Acrantophis dumerili デュメリルボア
  - Acrantophis madagascariensis マダガスカルボア
- サンジニアボア属 Sanzinia
  - Sanzinia madagascariensis サンジニアボア
  - Sanzinia volontany セイブサンジニアボア

### ヒラタボア亜科 Ungaliophiinae
- カクレボア属 Exiliboa
  - Exiliboa placata カクレボア
- ヒラタボア属 Ungaliophis
  - Ungaliophis continentalis グアテマラヒラタボア
  - Ungaliophis panamaensis パナマヒラタボア

## 画像

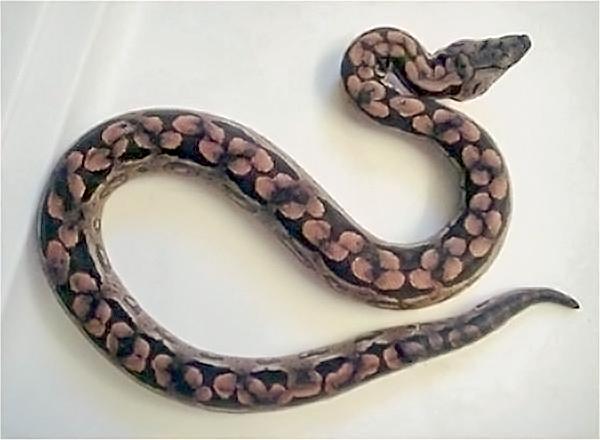
デュメリルボア A. dumerili
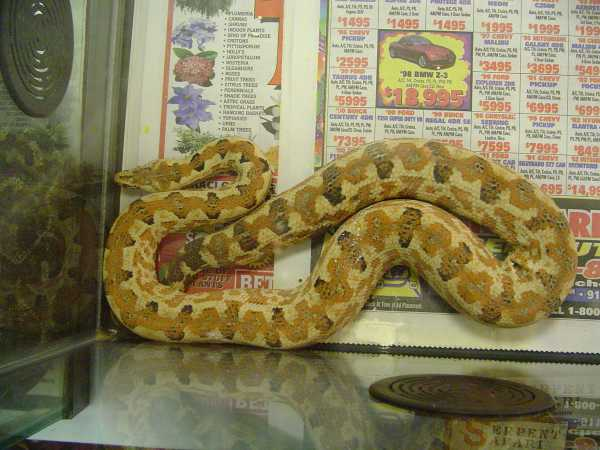
ハブモドキボア C. cf. carinata
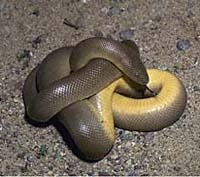
ラバーボア C. bottae
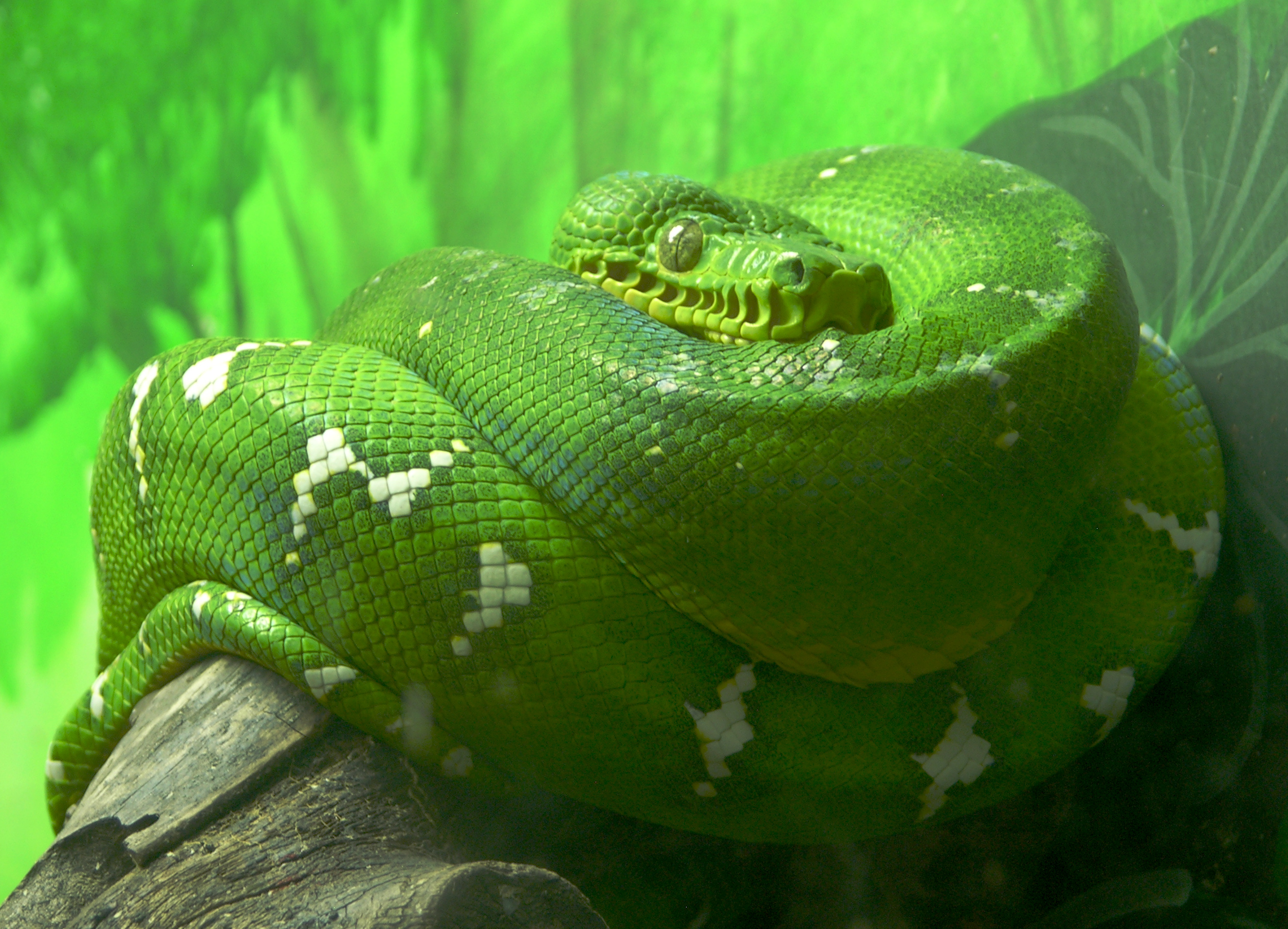
エメラルドツリーボア C. caninus
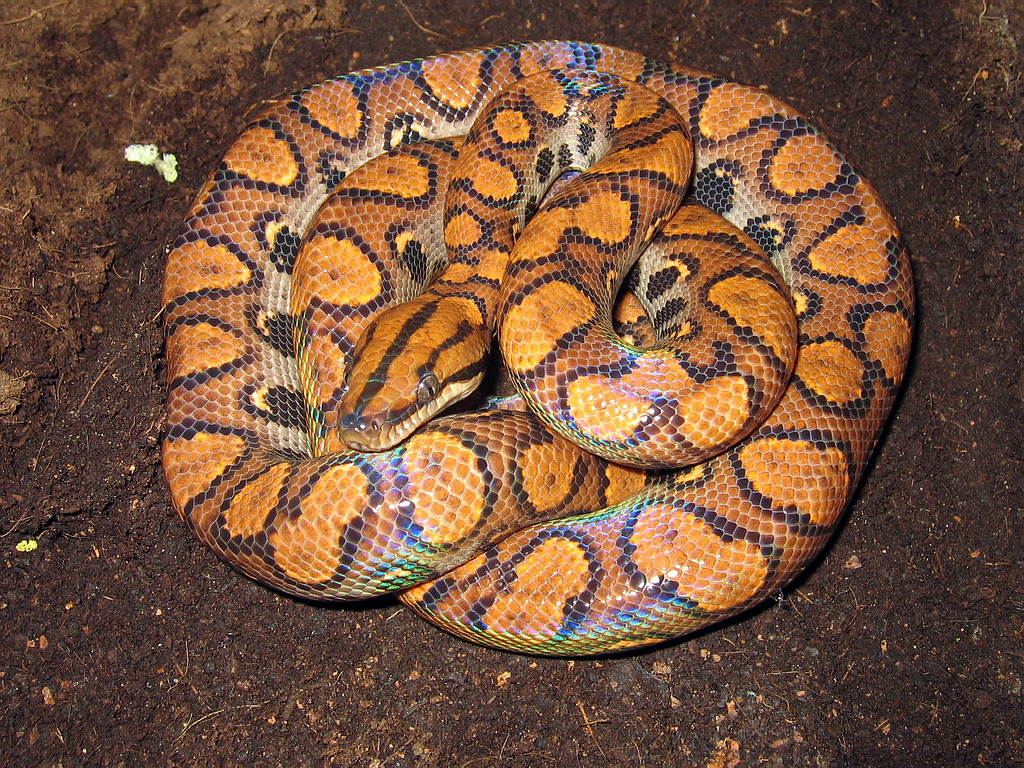
ニジボア E. cenchria
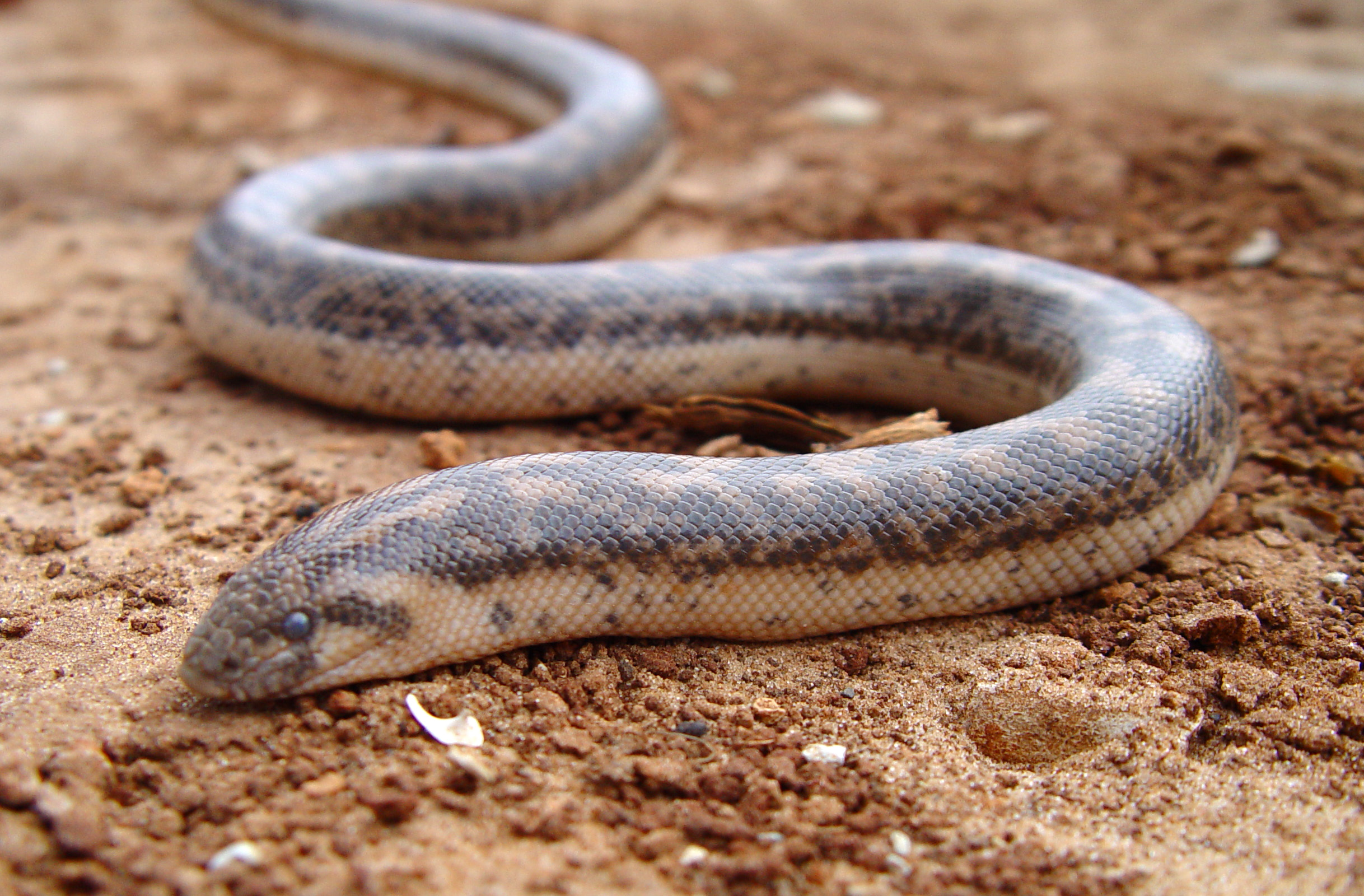
ヤハズスナボア E. jaculus
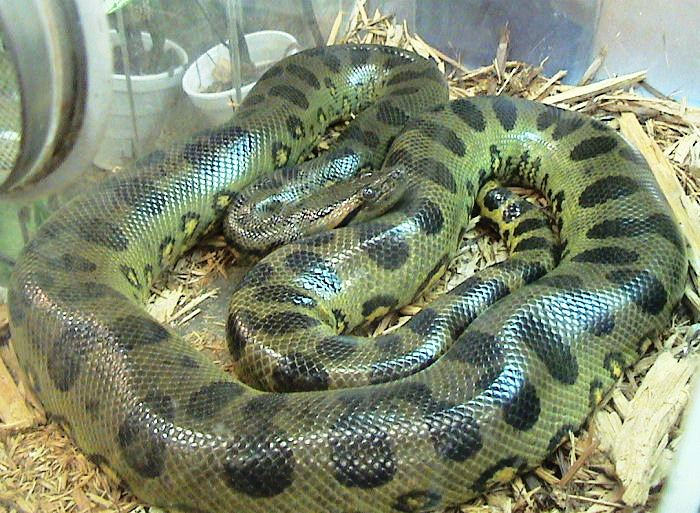
オオアナコンダ E. murinus
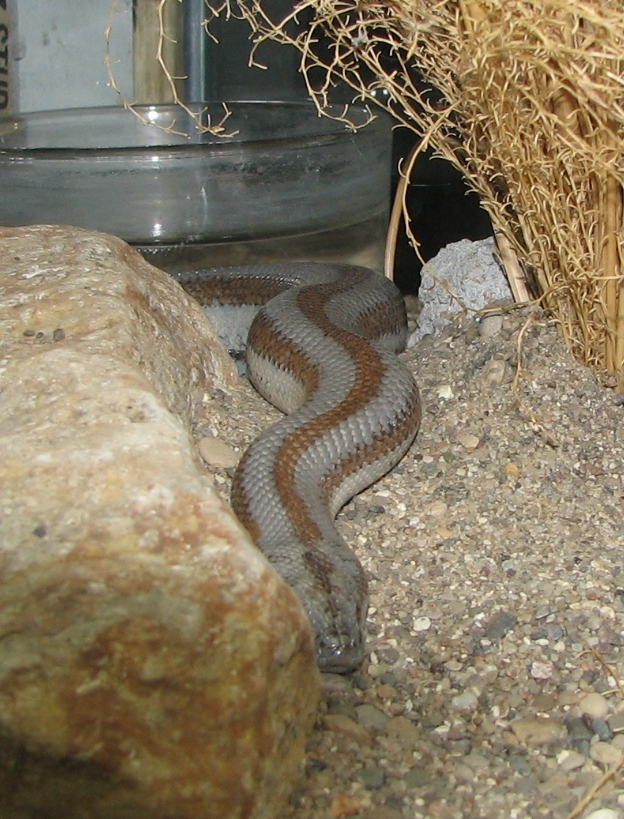
ロージーボア L. trivirgata
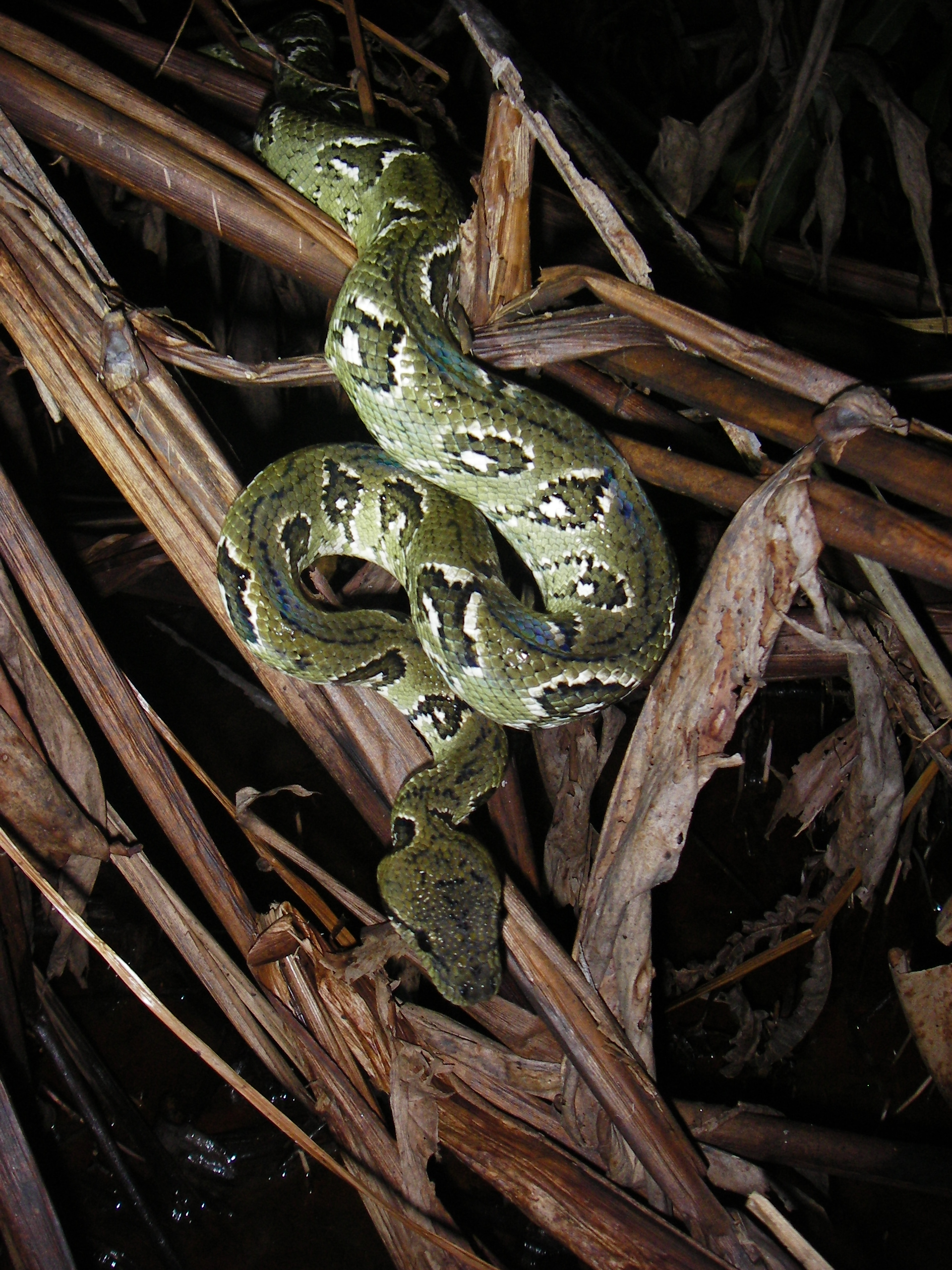
サンジニアボア S. madagascariensis